# Fokföldi nektármadár
A fokföldi nektármadár (Anthobaphes violacea vagy Nectarinia violacea) a madarak (Aves) osztályának a verébalakúak (Passeriformes) rendjébe, ezen belül a nektármadárfélék (Nectariniidae) családjába tartozó Anthobaphes nem egyetlen faja.

## Rendszerezése
A fajt Carl von Linné svéd természettudós írta le 1766-ban, a Certhia nembe Certhia violacea néven. Sorolták a Nectarinia nembe Nectarinia violacea néven is.

## Előfordulása
A Dél-afrikai Köztársaság területén, Afrika legdélebbi csücskén honos. Természetes élőhelyei a mediterrán, szubtrópusi és trópusi cserjések. Állandó, nem vonuló faj.

## Megjelenése
Testhossza 17 centiméter. Mint más nektármadaraknál is csőre hosszú, és a hím nagyobb mint a tojó. Csőre és lába fekete, szeme barna. Feje, torka, és tarkója fényes zöld. Hasa narancssárga és sárga. Farka hosszú és fekete. A fiatal egyed a tojóra hasonlít.
|  |  |

## Életmódja
Tápláléka nektárból, pókokból és rovarokból áll, melyeket akár röptükben is elkap.

## Szaporodása
Párzási időszaka februártól augusztusig tart, de a leggyakoribb a május-augusztus időszak, fészke ovális.

## Természetvédelmi helyzete
Az elterjedési területe nagy, egyedszáma ugyan csökken, de még nem éri el a kritikus szintet. A Természetvédelmi Világszövetség Vörös listáján nem fenyegetett fajként szerepel.